# 本塔納 (亞利桑那州)
文塔納（英語：Ventana）是位於美國亞利桑那州皮馬縣的一個人口普查指定地區。根據2010年美國人口普查，該地共人口49人，而該地的面積約為2.69平方千米。

## 地理
文塔納的座標為32°27′58″N 112°14′36″W / 32.46611°N 112.24333°W，而該地最高點為海拔高度682米（即2238英尺）。